# Калмыковская волость
Калмыковская во́лость — волость в Бирском уезде Уфимской губернии. Волостной центр — деревня Калмыкова.
Ныне территория Бураевского, Дюртюлинского районов Республики Башкортостан Российской Федерации.

## География
По справочнику 1906 года в пределах волости протекает много речек, из коих самая значительная р. Танып, по которой весною сплавляется лес; есть башкирские строевые и мелкие (кустарник) леса.

## Состав
На 1906 год в состав волости входили 42 селения.
- Абзаева
- Авдрашбаш
- Аитова
- Актемирова
- Баргызбаш
- Берлячева
- Бигинеева
- Больше-Бадракова
- Вотско-Курзина
- Каинлыкова
- Калмыкова — волостной центр
- Карабаева
- Каратамакова
- Кугарчина
- Кудашева
- Кулаева
- Кулева
- Курзи-Сеитова
- Кушманакова
- Мало-Бадракова
- Минлиштина
- Наратова
- Ново-Алтыбай
- Ново-Бикметева
- Ново-Кангильдина
- Ново-Токранова
- Новый Шилик
- Сеитбаева
- Селясова
- Сибирган
- Старо-Бикметева
- Старо-Кангильдина
- Старо-Курзина
- Старый Шилик
- Султанаева
- Тангатарова
- Ташкубар
- Токранова
- Тугарякова
- Улеева
- Челкакова
- Ярмиина

## Население
К 1906 году проживало 24492 душ обоего пола. Население состояло из башкир-вотчинников, тептярей, мещеряков и вотяков.

## Инфраструктура
По справочнику 1906 года главный род занятий населения — земледелие, а побочные — кустарные промыслы (ткание кулей, плетение лаптей, гнутие полозьев и дуг) и отчасти рыболовство.